# TVC 15
TVC 15 è un brano musicale scritto ed interpretato dal musicista britannico David Bowie, incluso nell'album Station to Station del 1976.

## Il brano
La traccia è presumibilmente ispirata ad un episodio reale nel quale Iggy Pop, durante un periodo di forte consumo di droga mentre si trovava nella casa a Los Angeles di Bowie, completamente allucinato, credette di vedere la televisione ingoiare la sua ragazza dell'epoca. Bowie sviluppò una storia sull'accaduto, inventandosi una televisione olografica modello "TVC 15". Nella canzone, la fidanzata del protagonista finisce risucchiata nel televisore e, successivamente, egli stesso desidera entrarvi per recuperare la ragazza. Oltre a ciò, è bene precisare che nel film L'uomo che cadde sulla Terra di Nicolas Roeg, interpretato da Bowie stesso all'epoca della composizione della canzone, è presente una scena molto simile nella quale il personaggio interpretato dal cantante ha una crisi di nervi davanti a una parete costellata di svariati televisori che trasmettono programmi diversi. Tale sequenza potrebbe aver contribuito all'ispirazione del cantante per la composizione di TVC 15.
Il brano possiede un ritornello trascinante e ha una sonorità considerevolmente più ritmata rispetto agli altri brani presenti sull'album Station to Station. Venne scelto come secondo singolo in Gran Bretagna, dove raggiunse la posizione numero 33. Poiché Bowie era impossibilitato ad eseguire la canzone durante lo show, Top of the Pops promosse il 45 giri con una bizzarra interpretazione da parte di un gruppo dance chiamato Ruby Flipper. La B-side, We Are the Dead, originariamente parte dell'abortito musical sul romanzo 1984 di George Orwell, proveniva dall'album Diamond Dogs pubblicato da Bowie nel 1974.
In America, fu preferita Stay come secondo singolo estratto dall'album.

## Tracce singolo UK
RCA 2682
1. TVC 15 (Bowie)  – 3:43
2. We Are the Dead (Bowie) – 4:58

## Formazione
- David Bowie: voce, chitarra, tastiere
- Carlos Alomar, Earl Slick: chitarra in TVC 15
- George Murray: basso in TVC 15
- Dennis Davis: batteria in TVC 15
- Roy Bittan: pianoforte in TVC 15
- Herbie Flowers: basso in We Are the Dead
- Mike Garson: pianoforte in We Are the Dead
- Aynsley Dunbar: batteria in We Are the Dead

## Cover
- Comateens – Comateens
- The Wannadies - Only Bowie (1995)